# Ритенауэр, Ли
Ли Ри́тенауэр (варианты транскрипции: Ритену́р, Ритена́ур, Ритнауэр; англ. Lee Ritenour /ˈrɪtnaʊər/ RIT-now-er ); род. 11 января 1952, Лос-Анджелес, Калифорния, США) — американский джазовый гитарист и композитор, один из самых востребованных студийных музыкантов 1970—1980-х годов, исполнитель широкого профиля в стилях джаз, фанк, фьюжн, рок, бибоп и др. Выпустил более 40 сольных и совместных альбомов, с 1991 по 1997 годы входил в состав джазового квартета Fourplay. В 1986 году был удостоен премии «Грэмми» за пластинку Harlequin (1985), записанную совместно с Дэйвом Грусином, а в 2011 получил награду ECHO Award (немецкий аналог «Грэмми») как лучший международный инструменталист. За свой стиль игры на гитаре, чистоту звукоизвлечения и скорость получил прозвище «Captain Fingers» — «Капитан Пальцы».

## Биография
Ритенауэр родился в 1952 году в Лос-Анджелесе, гитару освоил в 6 лет, позднее обучался у таких мастеров, как Хауард Робертс, Кристофер Паркенинг и Джо Пасс. Первая запись в студии у Ли состоялась в возрасте 16 лет совместно с группой The Mamas & the Papas, тогда же Ритенауэр и получил своё прозвище «Капитан Пальцы» за мастерское владение гитарой. По окончании университета Южной Калифорнии в 1973 году принимал участие в гастрольном туре бразильского пианиста и композитора Сержио Мендеса Sergio Mendes and the Brasil '77, после 1974 года много работал в студии, записывался с Херби Хэнкоком, Гато Барбьери, Сонни Роллинзом, Альфонсо Музоном, Оливером Нелсоном и другими. Дебютный альбом Ли был выпущен в 1976 году и назывался First Course.
«Когда я начал работать в студии, — рассказывал Ритенауэр, — они попросили меня звучать как и все другие гитаристы. Но я имел своего рода мужество, чтобы идти дальше. Там очень много сессионных музыкантов, которые всегда звучат так же, как и все остальные. Очень трудно студийному музыканту найти идентичность. Но я начал искать свою, и, в конце концов, нашёл её».
В 1979 году был привлечён к записи альбома The Wall группы Pink Floyd, в частности исполнил гитарные партии в песнях «Run Like Hell» и «One of My Turns».
1980-е ознаменовали период творческих успехов для Ритенауэра, он продолжал записывать альбомы, экспериментировал в жанрах латиноамериканской (особенно, бразильской) поп-музыки, а пластинка 1985 года Harlequin, созданная совместно с пианистом Дэйвом Грусином и бразильским музыкантом Иваном Линсом, принесла долгожданную премию Грэмми в номинации «Лучшая инструментальная аранжировка».
В 1981 году альбом Ли Ритенауэра Rit вошёл в семь различных музыкальных чартов, включая ритм-н-блюз, диско, Adult Contemporary и джаз. Его весьма успешный LP Festival (1988) взял первое место в семи музыкальных чартах. Альбом с участием выдающихся бразильских музыкантов Жоао Боску, Каэтано Велозу, а также различных музыкантов нью-йоркской студии побудил журнал People упомянуть Ритенауэра как «первого среди равных в smooth-джазе и фьюжн».
«Я думаю, есть определённый уровень зрелости у некоторых музыкантов, которые, может быть, чувствуют ограниченность современных вещей, — размышлял Ритенауэр в интервью Down Beat после выпуска в 1990 году своего джазового альбома Stolen Moments (рус. Украденные мгновения). — Может быть, нам нужно подышать свежим воздухом, немного отдохнуть». Критики были застигнуты врасплох записью, в которой не хватало технологий и бразильского влияния, присущих его предыдущим альбомам. «Это настоящий джаз, исполненный в высоком стиле, неподвластном времени», — писал Stereo Review.
Stolen Moments отражал отказ Ли Ритенауэра от процесса клонирования, который он видел в тенденции звукозаписывающих компаний последовательно выпускать на рынок повторяющийся тип альбомов. Guitar Player оценил музыканта за его оригинальность: «Гораздо больше, чем перепевы старых стилей, альбом искрится свежестью, музыкант стремится опробовать новые идеи в более свободной обстановке».
В 1991 году Ритенауэр вместе с джазовым пианистом Бобом Джеймсом основал квартет Fourplay, в который входили также басист Натан Ист и ударник Харви Мейсон. Несмотря на успех коллектива (Fourplay были несколько раз номинированы на премию «Грэмми», а в 2007 получили признание в Конгрессе США), в 1998 году Ритенауэр решил отказаться от участия в группе в пользу сольных записей, и на его место пришёл Ларри Карлтон.

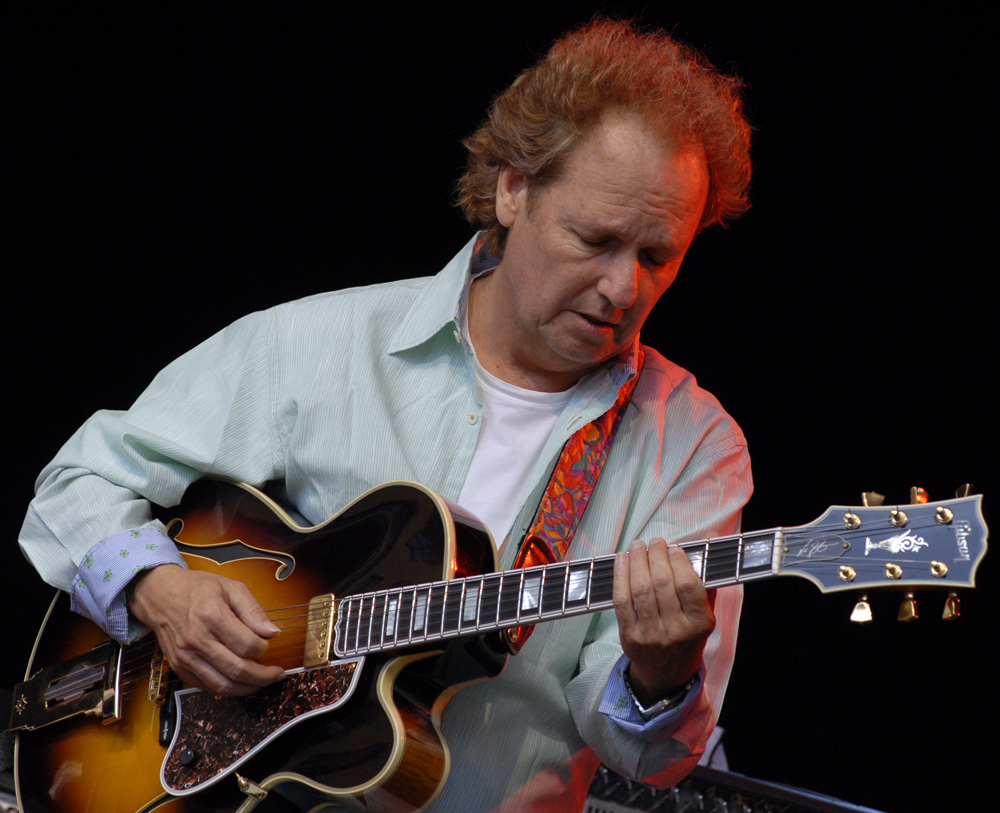
Ритенауэр на Стокгольмский Джазовый Фестиваль, 2009, модель гитары — Gibson L-5

В 2000-х продолжал записывать альбомы, а также принимал участие в 8-й, 9-й и 10-й ежегодных церемониях Independent Music Awards в качестве члена жюри, оценивающего выступления независимых музыкантов .
В июне 2010 года, в честь 50-летия своей музыкальной карьеры, Ритенауэр выпустил альбом под названием 6 String Theory (число 6 символизировало количество музыкальных жанров, в которых чаще всего применяется гитара: джаз, рок, блюз, кантри, классическая музыка и акустическое исполнение). В записи приняли участие Стив Люкэтер, Нил Шон, Джон Скофилд, Слэш, Пэт Мартино, Майк Стерн, Джордж Бенсон, Би Би Кинг, Энди Маккей, Джо Робинсон и Гатри Гован.
9 ноября 2012 года Дейв Грусин и Symphonic Jazz Orchestra представили премьеру Symphonic Captain’s Journey Ли Ритенауэра. Состоящий из 67 музыкантов Symphonic Jazz Orchestra дал десятый юбилейный концерт с участием обладателя Грэмми и Оскара пианиста и композитора Дэйва Грусина. Дирижировал оркестром Митч Гикман, произведение прозвучало в аранжировке Гордона Гудвина.
Ли Ритенауэр активно выступает, иногда вместе с гитаристом Майком Стерном, бас-гитаристом Мелвином Ли Дэвисом и барабанщиком Сонни Эмори.

## Творчество
Своими кумирами среди гитаристов Ли Ритенауэр считает Джими Хендрикса, Кенни Барелла, Джо Пасса, Эрика Клэптона, но в первую очередь Уэса Монтгомери (которому он посвятил альбом Wes Bound, 1993). В 1980-х Ли обратился к латиноамериканской музыке (начиная с альбома Rio), которую он затем стал регулярно внедрять в своё творчество, на многих его альбомах можно услышать зажигательные ритмы, в том числе благодаря сотрудничеству с бразильскими перкуссионистами Армандо Марселем и Паулиньо де Костой.
Особенностью стиля игры Ритенауэра является сочетание различных музыкальных стилей и приёмов игры на гитаре, помимо этого он многое перенял у гитаристов 1960-х, например, игру октавами большим пальцем правой руки, которая даёт мягкий плавный звук в отличие от медиатора.
Чаще всего на концертах Ритенауэр использует полуакустические гитары Gibson L-5 или Gibson ES-335, а при записи альбома Earth Run (1986) он играл на инструменте SynthAxe.

## Дискография

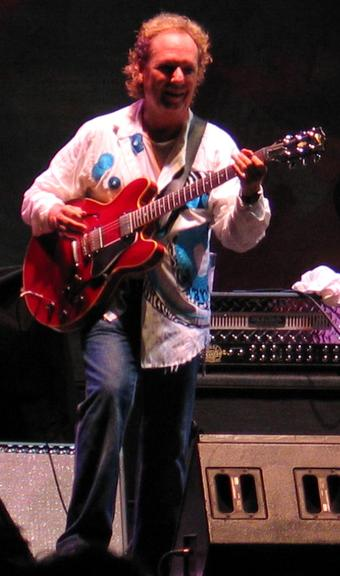
На джазовом фестивале 2 июня 2007, модель гитары — Gibson ES-335

| Год  | Альбом                                   | Лейбл        |
| ---- | ---------------------------------------- | ------------ |
| 1976 | First Course                             | Epic         |
| 1977 | Gentle Thoughts                          | JVC          |
| 1977 | Captain Fingers                          | Epic         |
| 1977 | Sugar Loaf Express                       | JVC          |
| 1978 | Friendship                               | Jasrac       |
| 1978 | The Captain's Journey                    | Elektra      |
| 1979 | Rio                                      | GRP          |
| 1979 | Feel the Night                           | Discovery    |
| 1979 | Friendship                               | Elektra      |
| 1980 | The Best of Lee Ritenour                 | Epic         |
| 1981 | Rit                                      | Discovery    |
| 1982 | Rit 2                                    | Discovery    |
| 1982 | Dave Grusin and the N.Y./L.A. Dream Band | GRP          |
| 1983 | On The Line                              | GRP          |
| 1984 | Banded Together                          | Discovery    |
| 1985 | Harlequin                                | GRP          |
| 1985 | GRP Live in Session                      | GRP          |
| 1986 | Earth Run                                | GRP          |
| 1987 | Portrait                                 | GRP          |
| 1988 | Festival                                 | GRP          |
| 1989 | Color Rit                                | GRP          |
| 1990 | Stolen Moments                           | GRP          |
| 1991 | Collection                               | GRP          |
| 1991 | Fourplay                                 | Warner Bros. |
| 1993 | Wes Bound                                | GRP          |
| 1993 | Between The Sheets                       | Warner Bros. |
| 1995 | Larry & Lee                              | GRP          |
| 1995 | Elixir                                   | Warner Bros. |
| 1997 | Alive In L.A.                            | GRP          |
| 1997 | A Twist of Jobim                         | I.E. Music   |
| 1997 | Best Of Fourplay                         | Warner Bros. |
| 1998 | This Is Love                             | I.E. Music   |
| 1999 | Two Worlds                               | Decca        |
| 2001 | A Twist Of Marley                        | GRP          |
| 2002 | Rit’s House                              | GRP          |
| 2003 | The Very Best Of Lee Ritenour            | GRP          |
| 2003 | The Best Of Lee Ritenour                 | Sony         |
| 2003 | A Twist of Motown                        | GRP          |
| 2005 | Overtime                                 | Peak         |
| 2005 | World Of Brazil                          | GRP          |
| 2006 | Smoke’N'Mirrors                          | Peak         |
| 2008 | Amparo                                   | Decca        |
| 2010 | 6 String Theory                          | Concord      |
| 2012 | Rhythm Sessions                          | Concord      |
| 2015 | A Twist of Rit                           | Concord      |